# Luca Braidot
Luca Braidot (Gorizia, 29 maggio 1991) è un mountain biker e ciclocrossista italiano. Nella specialità del cross country ha vinto due prove di Coppa del mondo, una medaglia di bronzo mondiale Elite, oltre a un titolo mondiale e quattro titoli europei di staffetta a squadre.

## Carriera

### Gli esordi e i primi anni
Proveniente da Mossa, piccolo comune in provincia di Gorizia, appartiene a una famiglia di sportivi e assieme al fratello gemello Daniele si dedica ben presto al mountain biking agonistico.
Nel 2010 si tessera con il Gruppo Sportivo Forestale. Dopo diversi piazzamenti in gare nazionali di cross country e ciclocross entra nel giro della nazionale. Ottiene diversi piazzamenti in Coppa del mondo. Nel 2012 partecipa ai campionati europei di Mosca nella categoria Under 23, conquistando l'oro nella staffetta a squadre e il bronzo nell'individuale. È poi medaglia d'oro nella staffetta a squadre anche ai campionati mondiali di Saalfelden, in quartetto con Marco Aurelio Fontana, Eva Lechner e lo Junior Beltain Schmid.

### 2013-2016: il primo tricolore e i Giochi di Rio
Nel 2013 è campione italiano di staffetta a squadre. Nel 2014 oltre a bissare il titolo in staffetta ha la soddisfazione di laurearsi campione italiano di cross country nella categoria Elite a pochi chilometri da casa, nelle gare tenutesi dal 18 al 20 luglio 2014 nel parco Piuma a Gorizia. Il gemello Daniele perde per poco il terzo gradino del podio causa foratura l'ultimo giro.
Nel 2016 il campionato italiano Elite a Courmayeur è un testa a testa tra i due gemelli, entrambi sotto i colori del Gruppo Sportivo Forestale. Questa volta prevale Daniele, mentre Luca è argento. Viene convocato per i Giochi olimpici di Rio de Janeiro, nell'agosto 2016, dove nella gara di cross country ottiene il settimo posto, primo degli italiani, pur afflitto da crampi.

### Dal 2017: il secondo tricolore e le vittorie in Coppa
Il 6 gennaio 2018 a Roma è campione italiano Elite di ciclocross. Nell'estate 2018 a Graz-Stattegg vince per la seconda volta il titolo europeo di staffetta a squadre, mentre nella rassegna di Glasgow è medaglia d'argento nel cross country Elite alle spalle di Lars Förster; si ripete nella staffetta a squadre europea anche nel 2020 a Monte Tamaro e nel 2021 a Novi Sad. Il 18 settembre 2020 a Barga conquista il suo secondo tricolore Elite di cross country battendo Gerhard Kerschbaumer. Nell'agosto 2021 partecipa alla gara di cross country ai Giochi olimpici di Tokyo, ma chiude solo 25º, a 6'16" dal vincitore Thomas Pidcock.
Il 10 luglio 2022 ottiene la prima vittoria in Coppa del mondo di cross country con il successo nella tappa di Lenzerheide; sette giorni dopo ottiene la seconda vittoria in Coppa del mondo, diventando il primo italiano nella storia a vincere due gare di Coppa consecutive.

## Palmarès

### Mountain biking
- 2012[7]

XC Adamello Bike Vermiglio, Cross country (Vermiglio)
Campionati europei, Staffetta a squadre (con Gioele Bertolini, Michele Casagrande ed Eva Lechner)
Campionati del mondo, Staffetta a squadre (con Marco Aurelio Fontana, Eva Lechner e Beltain Schmid)
- 2013[7]

4ª prova Internazionali d'Italia Series, Cross country (Gorizia)
- 2014[7]

Campionati italiani, Cross country (Gorizia)
- 2016[7]

prova SloXcup XCO, Cross country (Kamnik)
- 2017[7]

prova SloXcup XCO, Cross country (Kamnik)
prova SloXcup XCO, Cross country (Samobor)
- 2018[7]

XCO Premantura Rocky Trail, Cross country (Capo Promontore)
prova SloXcup XC, Cross country (Kocevje)
Campionati europei, Staffetta a squadre (con Filippo Fontana, Chiara Teocchi, Marika Tovo e Juri Zanotti)
- 2019

prova SloXcup XCO, Cross country (Kamnik)
- 2020[7]

Classifica generale Club La Santa 4 Stage MTB, Cross country (Lanzarote)
Campionati italiani, Cross country (Barga)
Campionati europei, Staffetta a squadre (con Filippo Agostinacchio, Eva Lechner, Nicole Pesse, Marika Tovo e Juri Zanotti)
- 2021[7]

Campionati europei, Staffetta a squadre (con Filippo Agostinacchio, Martina Berta, Sara Cortinovis, Marika Tovo e Juri Zanotti)
- 2022[7]

3ª prova Internazionali d'Italia Series, Cross country (Capoliveri)
MTB Ca'neva Trophy, Cross country (Stevenà di Caneva)
5ª prova Internazionali d'Italia Series, Cross country (La Thuile)
5ª prova Coppa del mondo, Cross country (Lenzerheide)
6ª prova Coppa del mondo, Cross country (Vallnord)
- 2023[7]

San Zeno Di Montagna - Verona
Santoporo
Campionati italiani, Cross country
- 2024[7]

San Zeno Di Montagna - Verona
Kamnik
Campionati italiani, Cross country

### Ciclocross
- 2017-2018 (una vittoria)

Campionati italiani, Elite

## Piazzamenti

### Competizioni mondiali
- Campionati del mondo di mountain bike[7]

Canberra 2009 - Cross country Juniores: 8º
Champéry 2011 - Cross country Under-23: 11º
Saalfelden 2012 - Staffetta a squadre: vincitore
Saalfelden 2012 - Cross country Under-23: 5º
Pietermaritzburg 2013 - Cross c. Under-23: ritirato
Pietermaritzburg 2013 - Cross c. eliminator: 12º
Lillehammer-Hafjell 2014 - Staffetta a squadre: 17º
Lillehammer-Hafjell 2014 - Cross country Elite: 45º
Vallnord 2015 - Cross country eliminator: 6º
Vallnord 2015 - Cross country Elite: 16º
Nové Město 2016 - Staffetta a squadre: 6º
Nové Město 2016 - Cross country Elite: 60º
Cairns 2017 - Staffetta a squadre: 6º
Cairns 2017 - Cross country Elite: 17º
Lenzerheide 2018 - Cross country Elite: 12º
Mont-Sainte-Anne 2019 - Staffetta a squadre: 4º
Mont-Sainte-Anne 2019 - Cross country Elite: 12º
Leogang 2020 - Staffetta a squadre: 2º
Leogang 2020 - Cross country Elite: 4º
Val di Sole 2021 - Staffetta a squadre: 4º
Val di Sole 2021 - Cross country Elite: 67º
Les Gets 2022 - Staffetta a squadre: 2º
Les Gets 2022 - Cross country Elite: 3º
Glasgow 2023 - Staffetta a squadre: 5º
Glasgow 2023 - Cross country Elite: 7º
Vallnord 2024 - Staffetta a squadre: 3º
Vallnord 2024 - Cross country Elite: 6º
Vallnord 2024 - Cross country Short Track Elite: 6º
- Campionati del mondo di ciclocross[8]

Treviso 2008 - Juniores: 20º
Hoogerheide 2009 - Juniores: 6º
Koksijde 2012 - Under-23: 36º
Tábor 2015 - Elite: 12º
Bieles 2017 - Elite: 20º
Valkenburg 2018 - Elite: ritirato
- Giochi olimpici

Rio de Janeiro 2016 - Cross country: 7º
Tokyo 2020 - Cross country: 25º
Parigi 2024 - Cross country: 4º

### Competizioni europee
- Campionati europei di mountain bike

Zoetermeer 2009 - Cross country Junior: 6º
Mosca 2012 - Staffetta a squadre: vincitore
Mosca 2012 - Cross country Under-23: 3º
Berna 2013 - Cross country Under-23: 12º
St. Wendel 2014 - Cross country eliminator: 25º
St. Wendel 2014 - Cross country Elite: 29º
Chies d'Alpago 2015 - Cross country Elite: 17º
Huskvarna 2016 - Staffetta a squadre: 7º
Huskvarna 2016 - Cross country Elite: ritirato
Darfo Boario Terme 2017 - Cross country Elite: 8º
Graz-Stattegg 2018 - Staffetta a squadre: vincitore
Glasgow 2018 - Cross country Elite: 2º
Brno 2019 - Staffetta a squadre: 2º
Brno 2019 - Cross country Elite: 7º
Monte Tamaro 2020 - Staffetta a squadre: vincitore
Monte Tamaro 2020 - Cross country Elite: 4º
Novi Sad 2021 - Staffetta a squadre: vincitore
Novi Sad 2021 - Cross country Elite: 7º
Romania 2024 - Cross country Short Track Elite: 3º
- Campionati europei di ciclocross

Liévin 2008 -  Juniores: 8º
Frankfurt 2010 -  Under-23: 12º
Lucca 2011 -  Under-23: 21º
Ipswich 2012 -  Under-23: 17º
- Giochi europei

Baku 2015 - Cross country: vincitore
Cracovia 2023 - Cross country: 3º